# Костянтин Пятс
Костянтин Пятс (ест. Konstantin Päts; 23 лютого 1874, волость Тахкуранна, Перновський повіт, Ліфляндська губернія, Російська імперія (нині Пярнумаа, Естонія) — 18 січня 1956, с. Бурашево, Калінінська область, РРФСР, СРСР) — естонський політичний діяч та президент країни з 1938—1940. Один із найвпливовіших політиків міжвоєнної демократичної Естонії, п'ять разів очолював уряд впродовж двох десятиліть до Другої світової війни, а також був єдиним президентом країни. Після радянської окупації в червні 1940 він формально керував країною протягом місяця, допоки не був заарештований сталінським режимом та депортований до СРСР, де помер у 1956.

## Життєпис

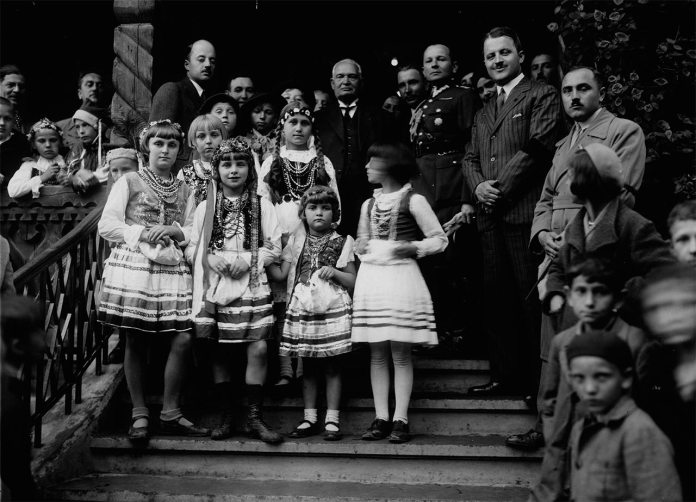
Зустріч президента Естонії Костянтина Пятса на віллі Ґопляна у Трускавці. 1935 рік

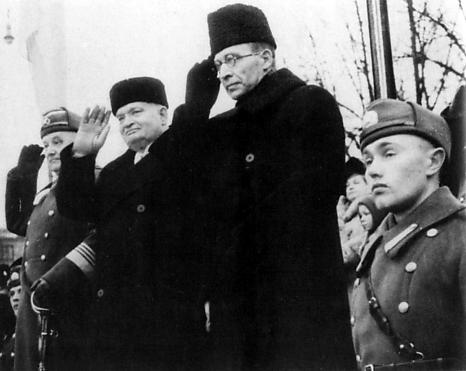
Лідери Естонської республіки під час останнього святкування річниці незалежності країни, 24 лютого 1940. Ліворуч направо: генерал Йохан Лайдонер, Костянтин Пятс, прем'єр-міністр Юрі Улуотс

У 1898 році закінчив факультет Права Університету Тарту. Служив у російській армії.
Працював редактором газети «Teataja» у Таллінні, потім у Талліннському муніципалітеті. Брав участь у Революції 1905 року. Був засуджений заочно, знаходячись у Швейцарії.
Після повернення у Російську Імперію в 1909 році відбував покарання у в'язниці Санкт-Петербургу.
У 1918 році арештований німецькою владою і з липня по листопад перебував у концентраційному таборі у Польщі. Після повернення до Естонії незабаром став прем'єр-міністром і міністром оборони.
Кілька разів обіймав пост керівника держави (1921—1934). У 1938 році обраний президентом.

## Жертва совєцької окупації
Втратив владу в 1940 після окупації Естонії СРСР. Заарештований радянською владою та депортований.
Помер у психіатричній клініці в Твері (Бурашово) 18 січня 1956 року.